# Bataliony taborowe Cesarstwa Niemieckiego

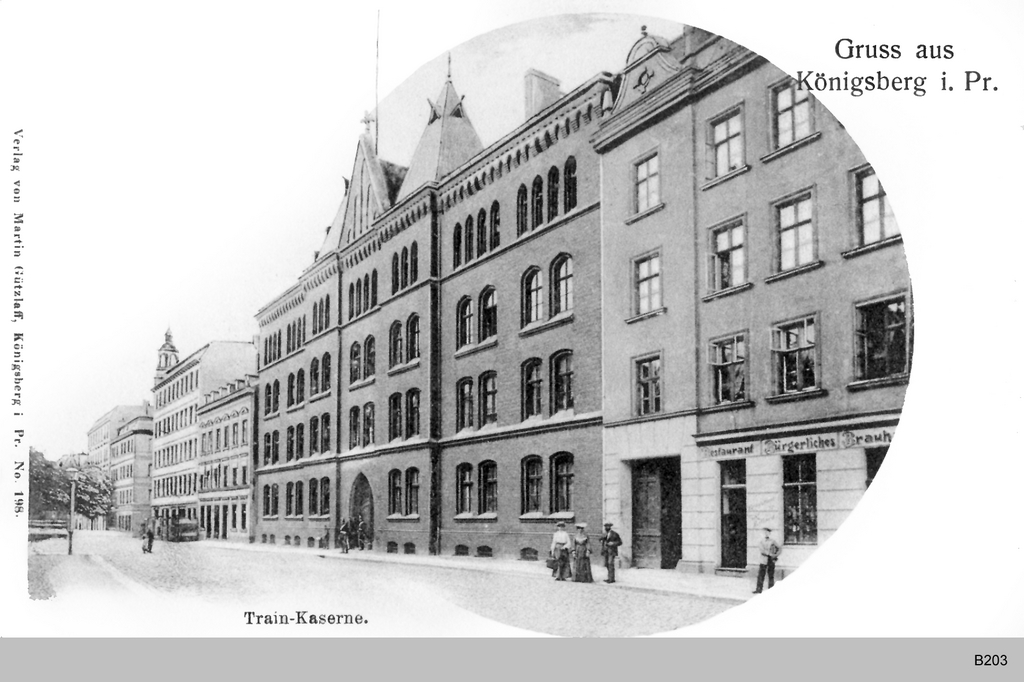
Koszary 1 Wschodniopruskiego Batalionu Taborowego w Królewcu

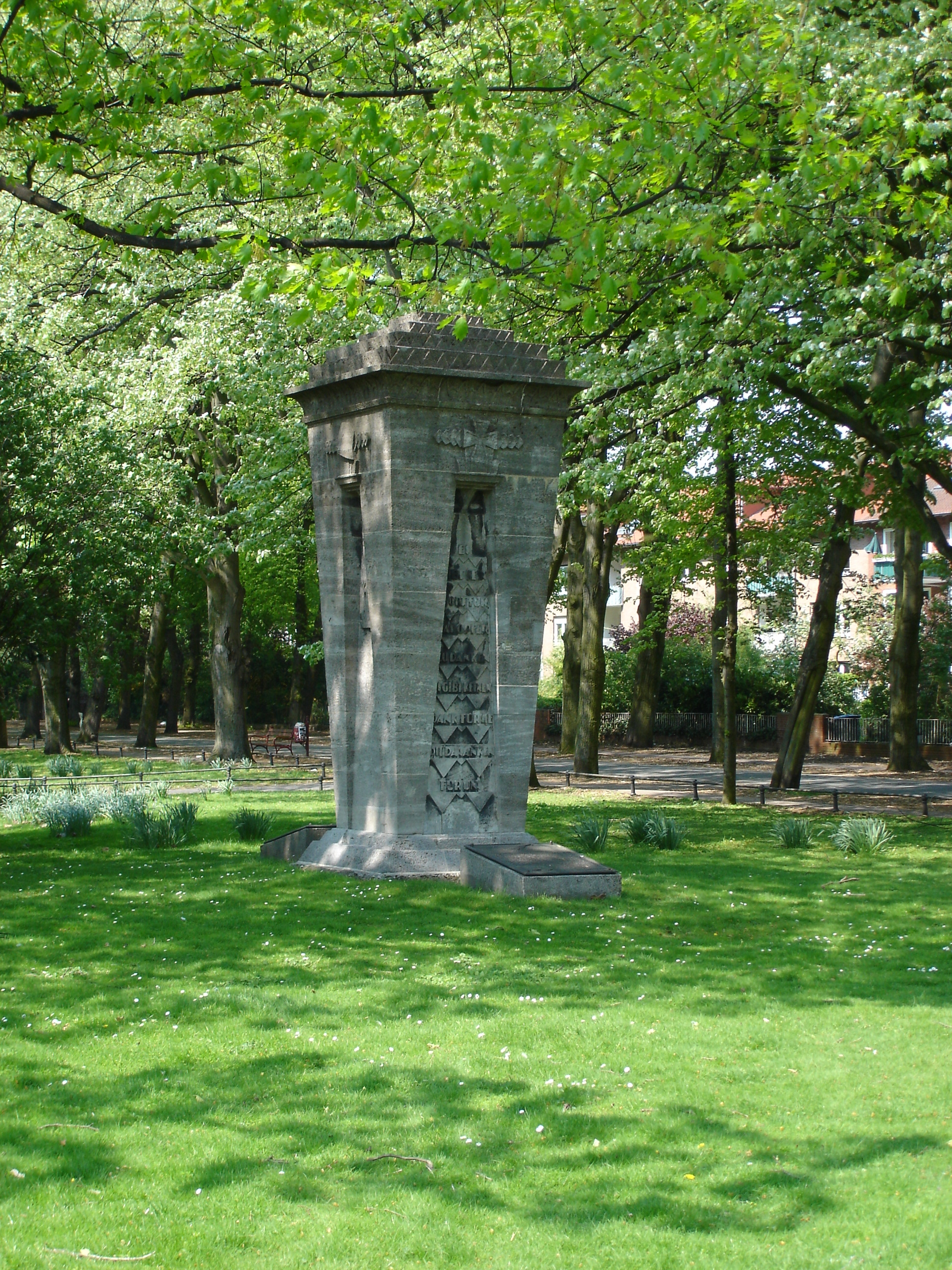
Pomnik upamiętniający żołnierzy
7 Westfalskiego Batalionu Taborowego w Münster

Nowopruskie bataliony taborowe (niem. Neupreußische Trainbataillone) – bataliony wojsk kolejowych okresu Cesarstwa Niemieckiego.
Obok nazw jednostek – ich garnizony w 1914 oraz daty sformowania.

## Poszczególne bataliony
- 1 Wschodniopruski Batalion Taborowy – Królewiec, sformowany 21 kwietnia 1853
- 2 Pomorski Batalion Taborowy – Szczecin-Dąbie, sformowany 21 kwietnia 1853
- 3 Brandenburski Batalion Taborowy – Spandau, sformowany 21 kwietnia 1853
- 4 Magdeburski Batalion Taborowy – Magdeburg, sformowany 21 kwietnia 1853
- 5 Dolnośląski Batalion Taborowy – Poznań, sformowany 21 kwietnia 1853
- 6 Śląski Batalion Taborowy – Wrocław, sformowany 21 kwietnia 1853
- 7 Westfalski Batalion Taborowy – Münster, sformowany 21 kwietnia 1853
- 8 Reński Batalion Taborowy – Koblencja, sformowany 21 kwietnia 1853
- 9 Szlezwicko-Holsztyński Batalion Taborowy – Rendsburg, sformowany 27 września 1866
- 10 Hanowerski Batalion Taborowy – Hanower, sformowany 9 maja 1859
- 11 Heski Batalion Taborowy – Kassel, sformowany 13 czerwca 1854
- 12 Saksoński Batalion Taborowy – Drezno, Bischofswerda, sformowany 1 października 1849
- 13 Wirtemberski Batalion Taborowy – Ludwigsburg, sformowany 20 października 1871
- 14 Badeński Batalion Taborowy – Durlach, sformowany 24 października 1864
- 15 Alzacki Batalion Taborowy – Strasburg, sformowany 19 maja 1871
- 16 Lotaryński Batalion Taborowy – Saarlouis, sformowany 28 lipca 1890
- 17 Zachodniopruski Batalion Taborowy – Gdańsk, sformowany 28 lipca 1890
- 18 Wielkoksiążęcy Heski Batalion Taborowy – Darmstadt, sformowany 28 lipca 1890
- 19 Batalion Taborowy (2 Saksoński) – Lipsk, sformowany 1 października 1899
- 20 Mazurski Batalion Taborowy – Malbork, sformowany 1 października 1912
- 21 Batalion Taborowy (2 Reński) – Forbach, sformowany 1 października 1912